# Cynometra sanagaensis
Cynometra sanagaensis là một loài thực vật có hoa trong họ Đậu. Loài này được Aubrev. miêu tả khoa học đầu tiên.